# 10號球

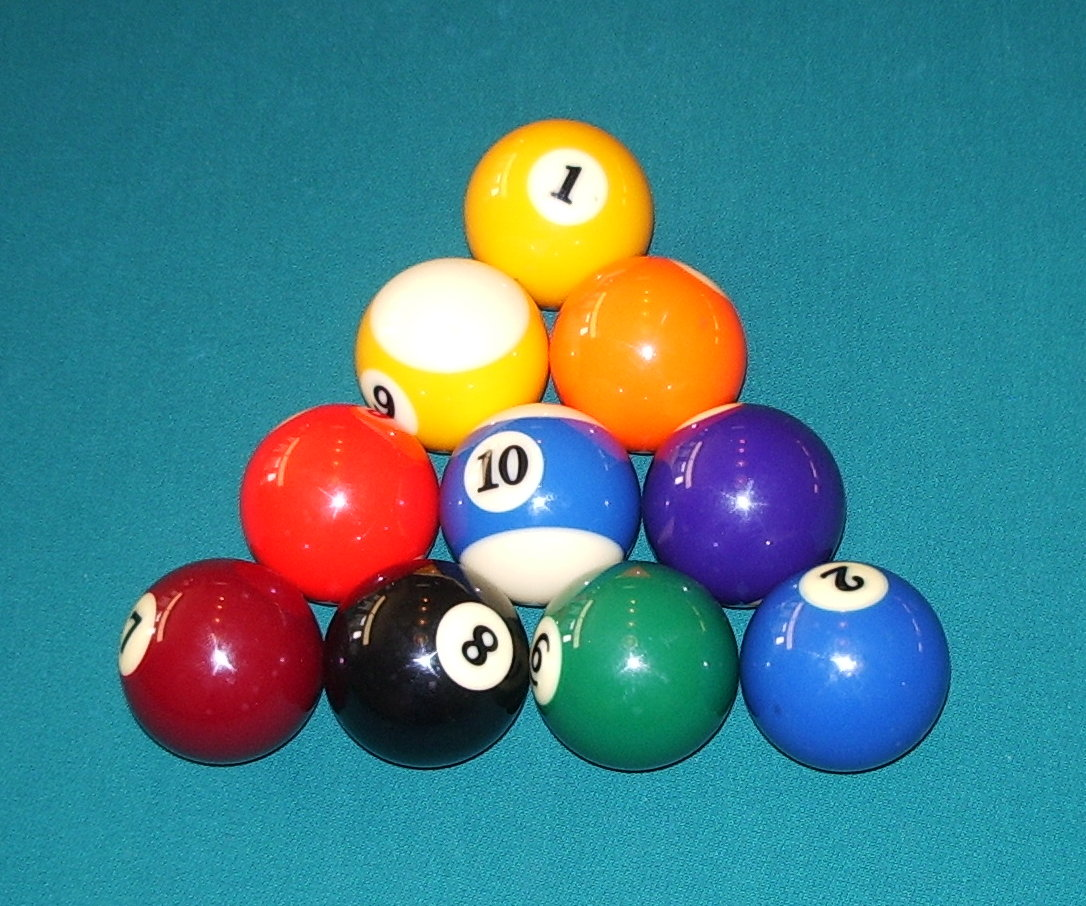
10號球排球

10號球，是一種新興的花式撞球運動項目，其基本玩法與9號球類似，但多了一顆10號子球，而且擊球前必須先指定球、指定袋，所以困難度提高很多，頗具發展潛力。

## 開局
參賽雙方比球決定第一局誰先開球，此後各局採輪流開球制。排球時10顆子球緊密排成三角形，1號球在前端，並位於腳點上，10號球在三角形中間，其他各球位置不限。開球前應將母球放置於發球線後，並以球桿撞擊母球使其先碰到1號球。開球時若無子球進袋，至少應有4顆子球觸碰台邊，否則即為犯規。
開完球的第一桿可以做push out，要使用必須事先聲明。所謂push out是指可以把母球推到任何一個位置，不受先碰到號碼最小的球這條規則限制，你想把球打進也可以（但是10號球打進要撿起來放回腳點）。若母球落袋一樣算犯規，此時對手可以選擇打或是不打。若開完球之後，無法打到目標球，選手通常會作push out，然後雙方進入防守戰。
在沒有犯規的前提下，開球直接打進10號球不算贏局，而需將10號球撿起來放回腳點，並由開球方繼續出桿。

## 合法擊球與獲勝
擊球前必須先表明要將那一球打進那一袋，即所謂「指定球、指定袋」。若是要進的球很明確，則可省略指定球；但無論何種狀況，均不可省略指定袋。至於子球碰撞顆星或與其他球的碰撞方式，均不必說明。每次擊球時，母球必須先碰撞台面上號碼最小的球，才算合法擊球。
當擊球者將正確的球打進正確的袋後，始得以繼續擊球；否則換對手擊球。若是指定球進錯袋，或者進錯球，也要換對手擊球；但此時對手可以選擇打或不打。
比賽中先將10號球打進袋者贏得該局，但如果以組合球方式打進10號球，則不算贏得該局，而需將10號球撿起來放回腳點，因此10號球必定為每局最後一顆進球。

## 犯規
擊球者若發生以下情形，將換由對手發自由球，亦即可將母球放置於台面上的任何位置再行擊球。
- 母球洗袋或是跳出檯面
- 先碰撞到錯誤的球
- 母球接觸目標球後，沒有球碰撞顆星。
- 球跳出檯面[1]

## 外部連結
- （英文）WPA 10號球競賽規則